# Albolote
Albolote és un municipi situat en la part centre-nord de la Vega de Granada (província de Granada, Andalusia). Aquesta localitat limita amb els municipis d'Iznalloz, Deifontes, Cogollos Vega, Calicasas, Peligros, Maracena, Atarfe i Colomera.
A escassa distància del nucli principal del poble, existeix un annex del mateix denominat El Chaparral que va ser construït després del terratrèmol que es va produir el 19 d'abril de 1956. A més, hi ha algunes urbanitzacions disperses al llarg del terme municipal Pantano de Cubillas, Cortijo del Aire, Loma Verde, Villas Blancas, El Torreón, Sierra Elvira, Buenavista).
Pel seu terme municipal discorren els rius Cubillas, Dúrcal, Juncaril i Magon.

## Història
El seu nom prové del vocable àrab albolut, format pel prefix àrab al- i la paraula bolut, que significa alzina. En els voltants d'Albolote (no hi ha consens sobre si va ocórrer en el seu terme municipal o en el de la veïna Peligros) va tenir lloc la batalla de la Higueruela l'1 de juliol de 1431. En la Sala de les Batalles del Monestir de l'Escorial hi ha una obra que fa referència a aquesta batalla.